# Rhytidophyllum petiolare
Rhytidophyllum petiolare är en tvåhjärtbladig växtart som beskrevs av Dc.. Rhytidophyllum petiolare ingår i släktet Rhytidophyllum och familjen Gesneriaceae. Inga underarter finns listade i Catalogue of Life.